# Sanzioni internazionali durante il conflitto russo-ucraino
     Russia
     Nazioni che hanno imposto sanzioni contro la Russia
     Nazioni dell'Unione Europea che hanno imposto sanzioni in maniera congiunta

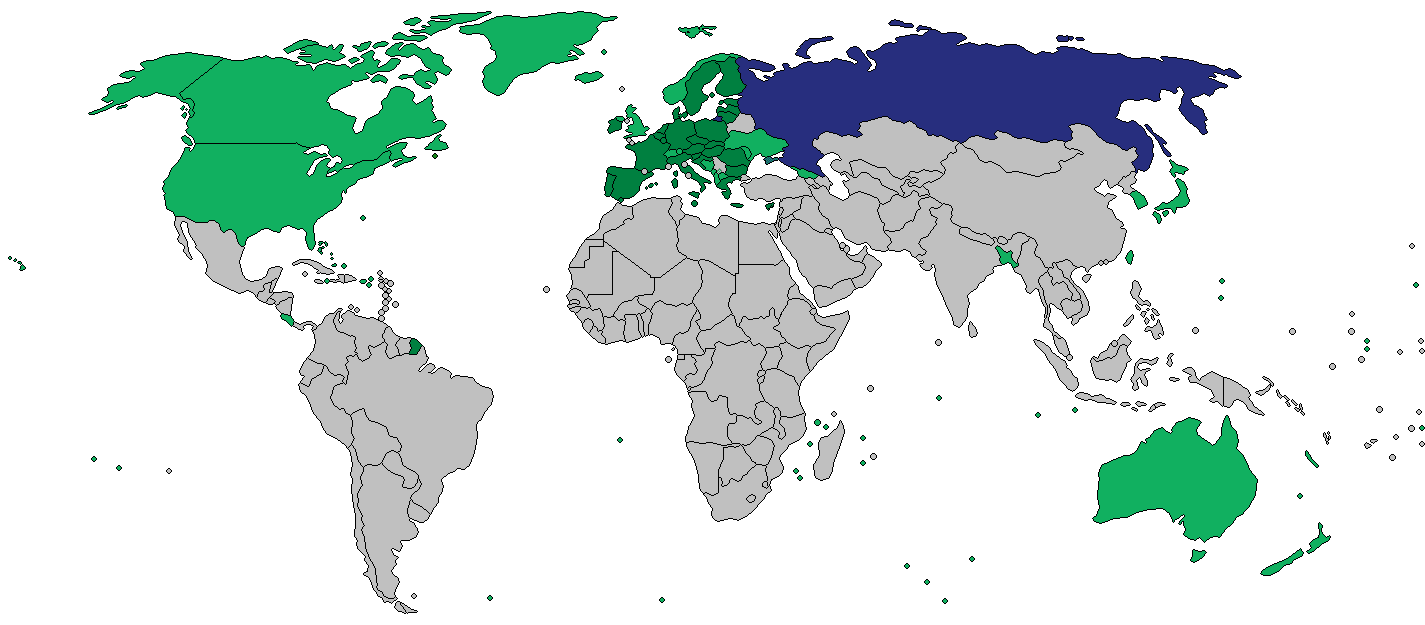
Russia
----
Nazioni che hanno imposto sanzioni contro la Russia:
Nazioni che hanno imposto sanzioni contro la Russia
Nazioni dell'Unione Europea che hanno imposto sanzioni in maniera congiunta

Le sanzioni internazionali durante il conflitto russo-ucraino furono intraprese da numerosi Stati contro la Russia a seguito dell'intervento militare russo in Ucraina cominciato alla fine di febbraio 2014.
Le sanzioni furono imposte da Stati Uniti, Unione europea e altri Stati e organizzazioni internazionali contro singoli individui, tra cui imprenditori e funzionari russi e ucraini. La Russia ha risposto con sanzioni contro alcuni paesi, bandendo l'importazione di cibo da Unione europea, Stati Uniti, Norvegia, Canada e Australia.
Le sanzioni hanno contribuito al crollo del rublo e alla crisi finanziaria russa del 2014.
Questa ha causato un danno economico a un certo numero di Stati europei con un totale di perdite stimato a 100 miliardi di euro nel 2015.
Secondo alcuni funzionari ucraini (Ljubov Nepop, capo della Missione ucraina in UE, e Petro Porošenko, presidente dell'Ucraina) le sanzioni hanno costretto la Russia a cambiare atteggiamento nei confronti dell'Ucraina, oltre ad aver minato i progressi militari russi nella regione.
I rappresentanti di questi paesi hanno dichiarato di voler revocare le sanzioni contro la Russia solamente in seguito all'adempimento di Mosca agli accordi di Minsk.

## Storia

### Sanzioni in seguito all'invasione dell'Ucraina del 2022
Dopo l'invasione dell'Ucraina da parte della Russia, il 24 febbraio 2022 è stato impedito alla Banca centrale russa di accedere a oltre 400 miliardi di dollari di riserve valutarie detenute all'estero. Sergei Aleksashenko, l'ex viceministro delle finanze russo, ha dichiarato: "Questa è una specie di bomba nucleare finanziaria che sta cadendo sulla Russia". Il 1º marzo 2022 il ministro delle finanze francese Bruno Le Maire ha affermato che l'importo totale dei beni russi congelati dalle sanzioni ammontava a 1 trilione di dollari.
Serbia e Messico hanno annunciato che non avrebbero partecipato ad alcuna sanzione economica contro la Russia.

#### Sanzioni dei Paesi occidentali
I Paesi occidentali hanno iniziato ad imporre sanzioni limitate alla Russia, dopo che quest'ultima ha riconosciuto l'indipendenza delle due repubbliche popolari di Donetsk e Luhansk. Dopo l'inizio dell'attacco, sono state introdotte sanzioni ad ampio spettro, che hanno riguardato oligarchi, banche, affari, scambi monetari, trasferimenti bancari, importazioni ed esportazioni.
Il cancelliere tedesco Olaf Scholz ha annunciato la sospensione a tempo indeterminato della certificazione del gasdotto Nord Stream 2; a causa di questa sospensione, la società svizzera Nord Stream 2 AG, operatrice del condotto, ha dichiarato fallimento.
La Svizzera ha irrogato le medesime sanzioni approvate dall'Unione europea.
Dopo lunghe discussioni e resistenze da parte di alcuni paesi, il 27 febbraio i Paesi occidentali hanno annunciato l'esclusione dallo SWIFT delle maggiori banche russe, con esclusione di quelle necessarie per il pagamento del gas venduto dalla Russia in Europa. Le sanzioni includevano anche il congelamento dei beni della Banca centrale della Federazione Russa, che detiene 630 miliardi di dollari di riserve valutarie, per impedirle di compensare l'impatto delle sanzioni.
I Paesi dell'Unione europea, il Regno Unito ed il Canada hanno chiuso i propri spazi aerei a tutti gli aerei russi e in risposta la Russia ha deciso altrettanto nei confronti di questi Paesi.
A inizio marzo 2022, le Russia viene esclusa dall'Eurovision Song Contest 2022,  tutte le federazioni sportive russe sono state espulse o allontanate dalle competizioni sportive, compresi i giochi olimpici, paralimpici e olimpici silenziosi. Nel settembre 2022 Estonia, Lettonia, Lituania e Polonia hanno promulgato delle leggi per impedire l’ingresso nel paese ai cittadini russi.

#### Sanzioni da parte di Paesi asiatici
Dopo l'invasione dell'Ucraina da parte della Russia il 24 febbraio 2022, due paesi che non avevano precedentemente preso parte alle sanzioni, la Corea del Sud e Taiwan, si sono impegnati in sanzioni contro la Russia. Il 28 febbraio 2022, Singapore ha annunciato che imporrà sanzioni bancarie alla Russia per l'invasione dell'Ucraina, diventando così il primo paese del sud-est asiatico a imporre sanzioni alla Russia; tale azione è stata descritta dal South China Morning Post come "quasi senza precedenti".

#### Collaborazioni scientifiche
Anche le collaborazioni scientifiche hanno subito un congelamento. Il CERN ha sospeso nuove collaborazioni con la Russia, a cui ha rimosso lo status di osservatore, mantenendo le collaborazioni con gli scienziati russi presenti nella struttura, di cui molti si sono associati a un documento interno di condanna dell'aggressione. Dopo diverse minacce da parte russa di far precipitare la stazione spaziale ISS la NASA ha confermato il prosieguo della collaborazione con l'agenzia russa ma sta valutando un'alternativa all'utilizzo di cargo russi per modifiche orbitali. L’ESA invece sospende la collaborazione con Roscosmos per l’invio di una sonda su Marte. Il telescopio spaziale a raggi X eRosita frutto della collaborazione tra tedeschi e russi, gia nello spazio è stato posto in safe mode.

#### Risposta russa alle sanzioni
Per limitare l'effetto di tali sanzioni in patria, la Banca centrale russa guidata da Ėl'vira Nabiullina ha messo in capo misure eccezionali, a decorrere dal 28 febbraio, bloccando le contrattazioni di borsa e vietando le vendite allo scoperto per gli stranieri. Per limitare pericolose fughe di capitali nel paese e sostenere il rublo che nei giorni successivi l'inizio del conflitto perse oltre il 50% del suo valore la banca centrale innalzò immediatamente il tasso di sconto di 10,5 punti percentuali, portandolo al 20%. Ulteriori misure eccezionali in difesa del rublo furono prese nelle settimane successive l'inizio della guerra, tra cui la pretesa dei pagamenti delle esportazioni di gas dai paesi ostili in rubli e l'introduzione della convertibilità fissa dell'oro al prezzo di 5.000 rubli al grammo, sottoprezzato quindi rispetto ai valori di mercato al fine di rastrellare oro dagli istituti finanziari del paese. Tutte queste misure hanno permesso la rivalutazione del rublo a livelli pre-crisi dopo circa un mese dall'inizio delle ostilità, gettando le basi per la creazione di un nuovo sistema monetario a standard fisso similare a quello che era presente negli Stati Uniti prima della fine degli accordi di Bretton Woods.